# Sarsicytheridea
Sarsicytheridea is een geslacht van kreeftachtigen uit de klasse van de Ostracoda (mosselkreeftjes).

## Soorten
- Sarsicytheridea bradii (Norman, 1865) Athersuch, 1982
- Sarsicytheridea curvata (Lienenklaus, 1900) Weiss, 1983 †
- Sarsicytheridea kempfi Weiss, 1985 †
- Sarsicytheridea lienenklausi (Kuiper, 1918) Weiss, 1983 †
- Sarsicytheridea lienenklausi Weiss, 1985 †
- Sarsicytheridea macrolaminata (Elofson, 1939)
- Sarsicytheridea proxima (Sars, 1866) Athersuch, 1982
- Sarsicytheridea punctillata (Brady, 1865) Athersuch, 1982 †